# Mikhael Daher
Pour les articles homonymes, voir Daher (homonymie).
Mikhael Daher (en arabe : مخايل الضَّاهر), né le 15 août 1928 à Kobayat (district du Akkar) et mort le 14 février 2023 à Beyrouth, est un homme politique libanais et ancien ministre de l’Éducation nationale.

## Biographie
Mikhael Daher est né à Kobayat, dans le district du Akkar, au Liban en 1928.
Il est élu député maronite du Akkar au Nord du Liban en 1972 et n’a pas fait partie de partis ou de milices politiques durant la guerre.

En 1988, avec le mandat du président Amine Gemayel touchant à sa fin, la Syrie et les États-Unis tentent d’imposer son élection à la présidence de la république, mais les forces et milices chrétiennes de l’époque empêchent la tenue de la séance électorale.

La phrase de l’envoyé spécial américain de l’époque, Richard Murphy, est restée dans les annales de la politique libanaise : « Mikhael Daher ou le chaos ».
Il participe et gagne aux élections législatives de 1992 au sein d’une liste pro-syrienne. Avocat et constitutionnaliste réputé, il devient président de la commission parlementaire de l’Administration et de la Justice. Il est battu en 1996 et regagne son poste en 2000. En 2004, il se déclare candidat à l’élection présidentielle et s’oppose à la décision syrienne de proroger le mandat du président Émile Lahoud.
En 2005, ses négociations pour rejoindre la coalition menée par Saad Hariri échouent et il se présente aux élections législatives, les premières depuis le retrait syrien, dans la liste d’alliance entre le Courant patriotique libre, Soleimane Frangié Jr et d'autres personnalités politiques du Akkar. Il a été battu. Depuis, son action politique se résume essentiellement à des consultations juridiques et constitutionnelles.